# فردینان ژولیان
فردینان ژولیان (فرانسوی: Ferdinand Julien‎؛ زادهٔ ۳۰ ژوئن ۱۹۴۶) دوچرخه‌سوار اهل فرانسه است.